# Lotnisko Model klubu Hať
Lotnisko Model klubu Hať – lotnisko w miejscowości Hať, w Czechach. Obiekt należy do miejscowego klubu modelarskiego. Lotnisko powstało w 1998 roku i początkowo służyło jedynie do startów i lądowań modeli latających. W 2013 roku zostało zarejestrowane jako lotnisko dla samolotów ultralekkich. Do oznaczenia lotniska stosuje się skróty LKHATH lub LK1U.
Przy lotnisku znajduje się również tor motocrossowy, wykorzystywany m.in. przy okazji corocznych zawodów „Retro Chrchel”, organizowanych od 2014 roku dla motocykli o pojemności do 50 ccm. Na lotnisku organizowane są także imprezy plenerowe, jak np. autokino czy święto latawców („drakiáda”).